# Themes from William Blake’s The Marriage of Heaven and Hell
Themes from William Blake’s The Marriage of Heaven and Hell — четвёртый студийный альбом норвежской группы Ulver, вышедший в 1998 году.

## Об альбоме
Themes from William Blake’s The Marriage of Heaven and Hell полностью написан на стихи из поэмы английского поэта XIX века Уильяма Блейка The Marriage of Heaven and Hell.
Альбом также примечателен тем, что после записанного в лучших традициях грязно звучащего «сырого» блэк-метала Nattens Madrigal Ulver кардинально сменили стиль. Themes from William Blake’s The Marriage of Heaven and Hell — это спокойная в основном электронная музыка с чистым вокалом. Альбом был воспринят критикой в основном положительно. Тексты альбома полностью соответствуют поэме и воспевают Сатану, как вольного духа.
На последнем треке в качестве вокалистов приняли участие знаменитые блэк-музыканты Исан, Самот (оба — Emperor) и Fenriz (Darkthrone).

## Список композиций
| №                   | Название                          | Длительность |
| ------------------- | --------------------------------- | ------------ |
| 1.                  | «The Argument, Plate 2»           | 4:03         |
| 2.                  | «Plate 3»                         | 2:48         |
| 3.                  | «Plate 3, Following»              | 1:33         |
| 4.                  | «The Voice of the Devil, Plate 4» | 2:49         |
| 5.                  | «Plates 5–6»                      | 2:31         |
| 6.                  | «A Memorable Fancy, Plates 6–7»   | 4:24         |
| 7.                  | «Proverbs of Hell, Plates 7–10»   | 9:06         |
| 8.                  | «Plate 11»                        | 2:01         |
| 9.                  | «Instrumental 1»                  | 3:26         |
| 10.                 | «A Memorable Fancy, Plates 12–13» | 5:59         |
| 11.                 | «Plate 14»                        | 2:08         |
| 12.                 | «A Memorable Fancy, Plate 15»     | 4:51         |
| 13.                 | «Plates 16–17»                    | 3:17         |
| Общая длительность: | Общая длительность:               | 48:56        |

| №                   | Название | Длительность |
| ------------------- | --- | ------------ |
| 1.                  | «A Memorable Fancy, Plates 17–20» | 11:23        |
| 2.                  | «Instrumental 2» | 2:27         |
| 3.                  | «Plates 21–22» | 3:11         |
| 4.                  | «A Memorable Fancy, Plates 22–24» | 4:50         |
| 5.                  | «Instrumental 3» | 3:59         |
| 6.                  | «A Song of Liberty, Plates 25–27» (при участии Исана, Самота и Фенриза, песня заканчивается на 5:34, скрытый трек, «Chorus», начинается на 25:36.) | 26:23        |
| Общая длительность: | Общая длительность: | 52:13        |

## Участники записи
- Håvard Jørgensen — гитары
- Erik Olivier Lancelot — ударные
- Кристофер Рюгг (Trickster G.) — вокал
- Tore Ylwizaker — программирование
- Aismal — гитары
- Hugh Steven James Mingay — бас-гитара
- Stine Grytøyr — женский вокал
- Falch — скретчинг
- Исан — вокал на «A Song Of Liberty»
- Самот — вокал на «A Song Of Liberty»
- Fenriz — вокал на «A Song Of Liberty»